# عملية مسجد مصعب بن عمير

صور نادرة للعملية ويظهر فيها الجيب شبه مدمر وجثة جندي إسرائيلي ملقاة بجانبة

صور نادرة للعملية ويظهر فيها جندي اسرائيلي في العملية

عملية مسجد مصعب بن عمير رضي الله عنه  أو عملية قتل قائد الشرطة عملية عسكرية قامت بها كتائب الشهيد عز الدين القسام، الجناح العسكري لحركة المقاومة الإسلامية "حماس" في 4 مايو 1992 وكانت عملية نوعية وهي أول عملية مصورة في تاريخ المقاومة الفلسطينية. وفي عام 2012 كشفت كتائب القسام عن تفاصيل العملية ومنفذيها.

## منفذو الهجوم
كان منفذوها إثنين من المقاتلين القساميين أحدهم القائد الميداني عماد عقل والآخر هو "ماهر زقوت"، ومقاتل قسامي ثالث قدّم دعماً لوجستياً لهما.